# Alfonso Capone
Alfonso Capone (Afragola, 10 marzo 1938 – Afragola, 24 gennaio 2003) è stato un medico e politico italiano, senatore e sindaco della sua città.
Specializzato in dermatologia, si è dedicato all'attività politica sin dalla gioventù.

## La carriera politica
Fu eletto al Senato nella XII legislatura, con le elezioni politiche del 1994, sostenuto dal centrodestra.
Difatti, con lo scioglimento della Democrazia Cristiana, di cui fu militante sin da giovane, aderì al Centro Cristiano Democratico che partecipò alle elezioni politiche nell'ambito delle coalizioni del Polo delle Libertà al nord e del Polo del Buon Governo al sud.
Ha ricoperto la carica di sindaco di Afragola per tre volte, tra gli anni '80 e '90; è tuttora detentore di tale primato.